# (3053) Dresden
(3053) Dresden ist ein Asteroid des Hauptgürtels, der am 18. August 1977 vom russischen Astronomen Nikolai Stepanowitsch Tschernych am Krim-Observatorium in Nautschnyj (IAU-Code 095) entdeckt wurde.
Benannt wurde er nach der deutschen Stadt Dresden in Sachsen.